# Tephach
Tephach, die Handbreite, auch Tohpah, war ein hebräisches Längenmaß.
- 1 Tephach = 4 Ezbah = 8,25 Zentimeter
- 1 Ammah (Elle) = 2 Zereth/Sereth (Spanne) = 6 Tephach = 24 Ezbah (Fingerbreite) = 49,5 Zentimeter